# Zlatko Papec
Zlatko Papec (17 de enero de 1934-3 de febrero de 2013) fue un jugador de fútbol profesional croata.

## Biografía
Comenzó su carrera futbolística como extremo izquierdo en el NK Lokomotiva Zagreb, cuando el club jugaba en la Primera Liga de Yugoslavia, formando parte de la mejor delantera del club junto a Josip Odžak, Vladimir Čonč, Vladimir Firm y Drago Hmelina. Papec jugó un total de 57 partidos de liga para el Lokomotiva desde 1952 hasta 1955, cuando fue reclutado por el servicio militar sirviendo para la Armada de la República Federal Socialista Yugoslava.
Después de dejar la armada se unió al Hajduk Split en 1956 y jugó con el club hasta 1964. En este período llegó a jugar un total de 366 partidos, marcando 167 goles (incluyendo 177 apariciones y 55 goles en primera división). En 1964 se mudó al extranjero, y fue traspasado al Freiburger FC, equipo de segunda división en aquel año, donde se estableció en el primer equipo nada más llegar, jugando 130 partidos en sus cuatro primeras temporadas en el club. En 1968 volvió a Yugoslavia, donde se unió brevemente al NK Rijeka. Posteriormente se retiró a final de los años 60, aunque posteriormente volvió al terreno de juego y tuvo un breve paso en el NK Junak Sinj, equipo de segunda división, durante la temporada 1971–1972.

## Selección nacional
Papec fue llamado para la Yugoslavia seis veces desde 1953 hasta 1956. Hizo su debut el 14 de mayo de 1953 en un partido amistoso contra la Bélgica en el estadio Rey Balduino y su último partido como internacional fue en otro partido amistoso contra Indonesia el 23 de diciembre de 1956 en Yakarta. También fue miembro del equipo yugoslavo cuando llegó a cuartos de final en la Copa Mundial de Fútbol de 1954. También formó parte del equipo yugoslavo que ganó la medalla de plata en los Juegos Olímpicos de Melbourne 1956 de Melbourne.

## Clubes
| Club                 | País     | Año         |
| -------------------- | -------- | ----------- |
| NK Lokomotiva Zagreb | Croacia  | 1952 - 1955 |
| HNK Hajduk Split     | Croacia  | 1956 - 1964 |
| Freiburger FC        | Alemania | 1964 - 1968 |
| HNK Rijeka           | Croacia  | 1968 - 1970 |
| NK Junak Sinj        | Croacia  | 1970 - 1971 |